# Апаранская котловина
Апаранская котловина, также Апаранское плато, также Апаранская равнина — плато и котловина в Армении, окружённая с запада горой Арагац, с востока — Цахкуняцским хребтом, с юга — горой Араилер, расположена на высоте 1940—2000 метров над уровнем моря, имеет вулканическое происхождение. Площадь равнины составляет около 80 км, по ней протекает река Касах, в южной части расположено Апаранское водохранилище.
На равнине произрастает степная растительность, здесь расположен город Апаран и сёла Сараландж, Лусагюх, Мулки, Варденис, Чкнах, Ттуджур, Дзорагюх, Кучак, Цахкашен, Арагац, Ара, Шенаван, Ехипатруш.

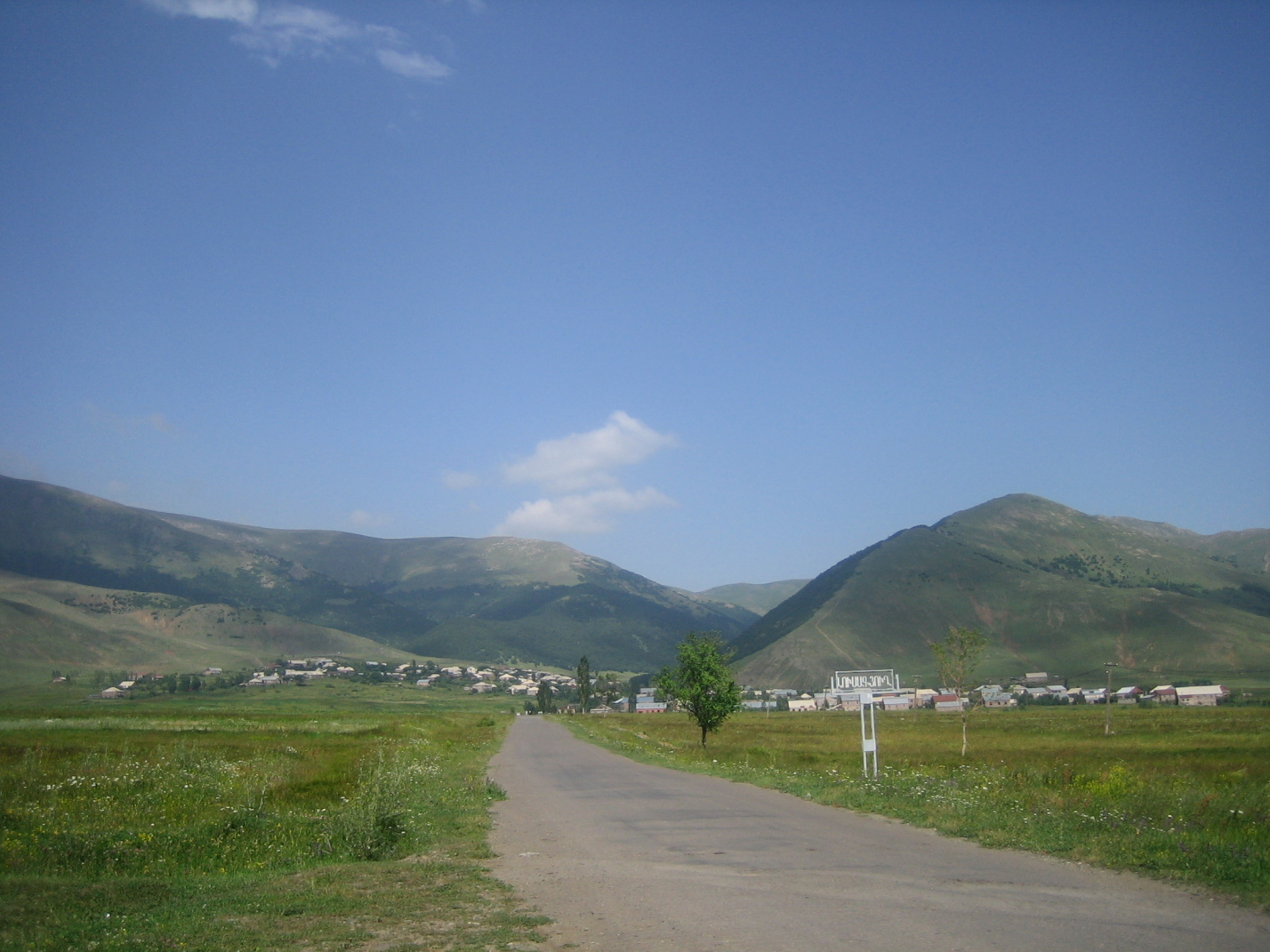
Село Лусагюх в Апаранской равнине
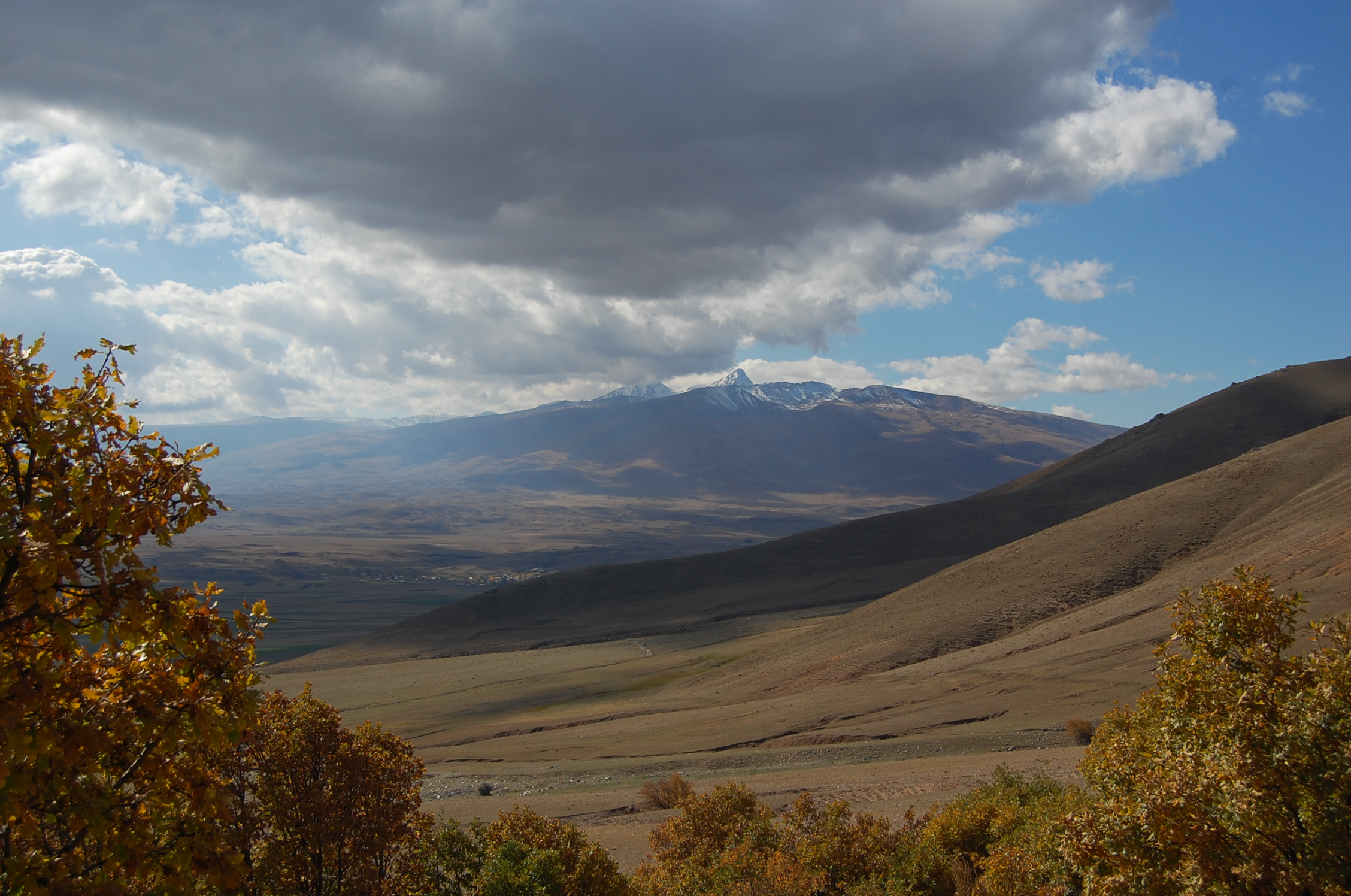
Вид на апаранскую равнину с хребта Цахкуняц
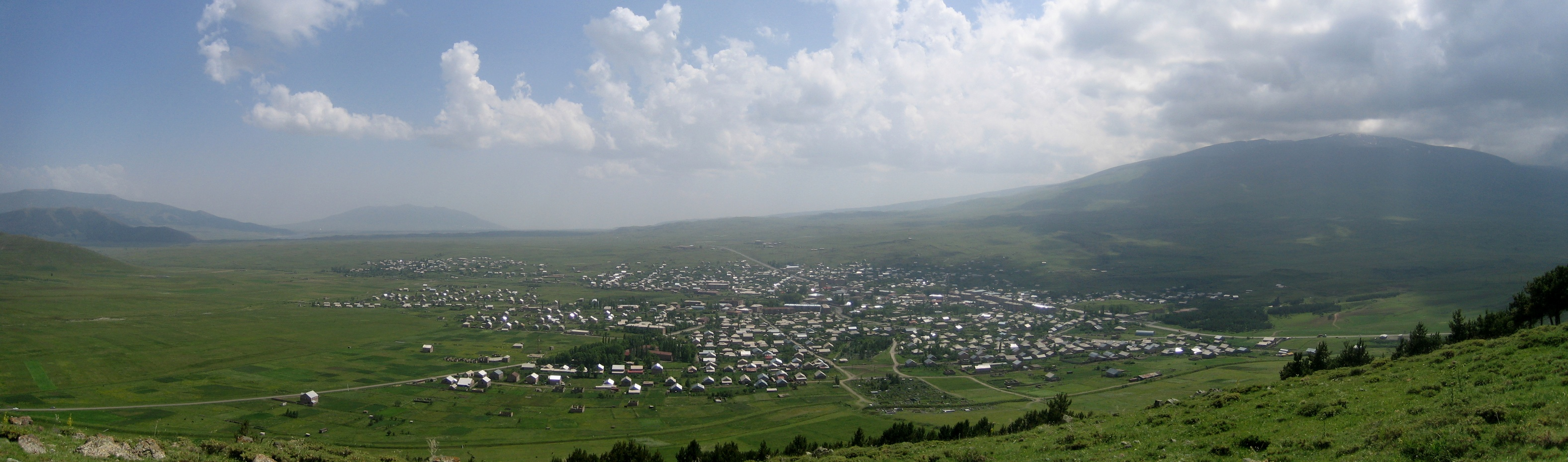
Апаранская равнина в районе города Апаран
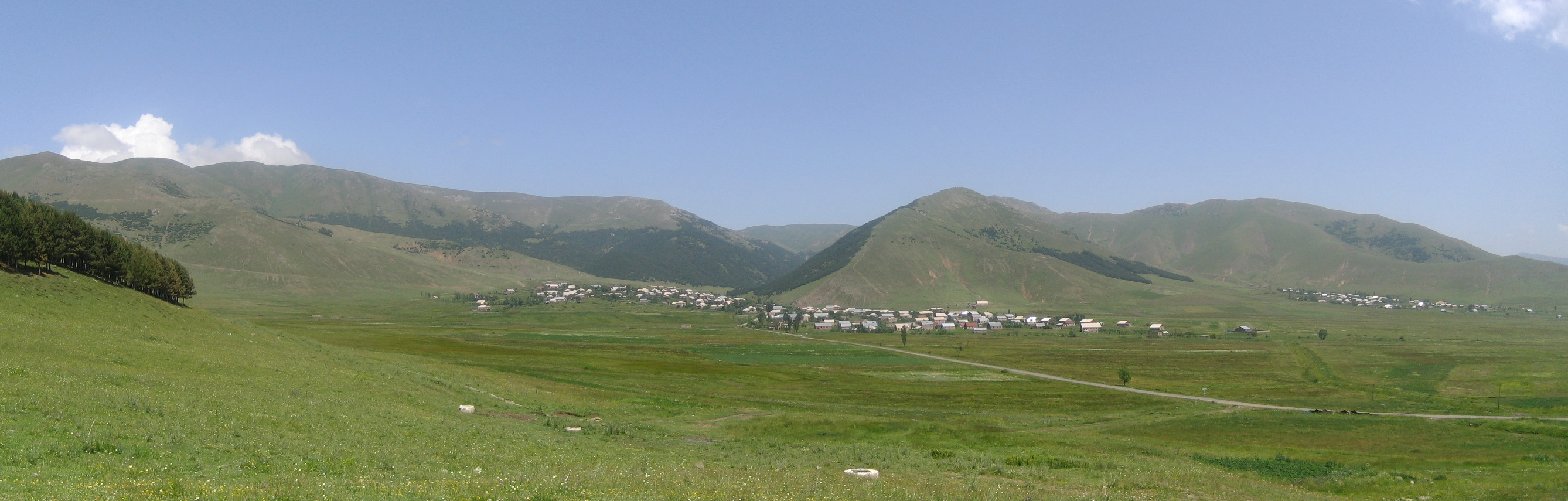
Апаранская равнина в районе села Лусагюх